# Советская улица (Ишимбай)
Сове́тская у́лица — одна из важнейших и старейших улиц города Ишимбая. Проходит от новых кварталов (микрорайон № 9) до центра, на ней расположен центральный парк культуры и отдыха им. А. М. Матросова, центральный рынок, промышленные предприятия (ЗАО «Ишимбайская чулочная фабрика»).

## История
Улица появилась в 1930-х годах. В 1937 году здесь стояли бараки (напротив чулочно-носочной фабрики), а в 1938 году на углу Советской и Октябрьской (совр. проспект Ленина) улиц возведён горсовет. Одним из первых в этом районе было построено общежитие Ишимбайского нефтеперерабатывающего завода (затем в этом здании был расположен военкомат, горком ВЛКСМ, суд, 81 квартал). Жилые дома здесь строились в основном для работников Ишимбайского НПЗ. Особенно быстро улица строилась в послевоенное время. Несмотря на отсутствие большой техники, нехватку кирпича, за 3—4 месяца рождался дом из шлакоблоков и каркасных материалов. Через пять лет у улицы появились нынешние её очертания. В первые послевоенные годы здесь были посажены деревья. Когда начинали строительство школы № 3 (ныне — БГИ № 2), проходила даже узкоколейка мимо нынешней церкви, мечети, берёзовой рощи, территории школы № 9 и микрорайона Смакаево, от моста через Тайрук к подножию горы (Смакаево) — к печам для обжига известняка и кирпичей. На рельсах была установлена дрезина с двигателем автомобиля ЗИС-5 и две тележки-площадки. На этой же улице, в маленьком здании, располагалась школа № 11, получившая ныне прописку на соседней ул. Губкина. На этой улице стоял клуб Строителей, именуемый тогда «Театр-студия на Советской», к сожалению его снесли.

## Известные жители
В 1981-м  накануне Дня Победы в доме 56 на Советской улице, где жил С. У. Сайранов, установлена мемориальная доска с надписью: «В этом доме жил Герой Советского Союза Сайранов Садык Уильданович. 1954-1976 гг.»
На улице Советской жила семья нефтяника Акмала Вахитова, ставшего впоследствии Героем Социалистического труда.